# شهرستان چتقال
شهرستان چتقال (به قرقیزی:Чаткал району، چاتقال وودانى، به روسی: Чаткальский район) یک شهرستان در شمال‌غرب استان جلال‌آباد قرقیزستان است که از شمال با طراز، از غرب با کشور ازبکستان و از جنوب با شهرستان‌های آلابقعه و آق‌سی هم‌مرز است. این شهرستان دارای مساحت ۴۶۰۸ کیلومترمربع (۱۷۷۹ مایل مربع) می‌باشد. مرکز این شهرستان شهر قانیشفیا است.

## خصوصیات
شهرستان چتقال بر اساس آمار سال ۲۰۰۹، مشتمل بر ۱۱ منطقه مسکونی، و دارای ۲۲،۴۹۰ نفر جمعیت است.